# Ignacio Solozábal
Ignacio Solozábal, plus connu sous le nom de Nacho Solozábal, né le 8 janvier 1958 à Barcelone (Catalogne, Espagne), est un joueur espagnol de basket-ball.

## Biographie
Nacho Solozábal passe toute sa carrière de joueur au  FC Barcelone. Il évolue au poste de meneur.
Avec Barcelone, il arrive en équipe première avec Ranko Žeravica comme entraineur. Une fois installé comme le meneur titulaire de l'équipe catalane, il perdra le Final Four de la Coupe d'Europe trois fois de suite face à la même équipe, la Jugoplastika Split : la première fois en demi-finale (1989), puis 2 fois en finale (1990, 1991).
Évoluant également pour la sélection espagnole, dont il a porté le maillot à 142 reprises, il a participé à trois tournois olympiques, dont le meilleur résultat est une médaille d'argent lors des Jeux olympiques de 1984 à Los Angeles.
Une fois à la retraite, il écrit régulièrement dans le quotidien sportif El Mundo Deportivo.

## Clubs successifs
- 1979-1994 :  FC Barcelone

## Palmarès

### Club
compétitions internationales
- Coupe des Coupes 1985, 1986
- Coupe Korać 1987
- Mondial des Clubs de basket-ball 1985

compétitions nationales
- Champion d'Espagne 1981, 1983, 1987, 1988, 1989, 1990
- Coupe d'Espagne 1978, 1979, 1980, 1981, 1982, 1983, 1987, 1988, 1991.

### Sélection nationale
- Médaille d'argent aux Jeux Olympiques de 1984 à Los Angeles, États-Unis
- Médaille d'argent aux Championnats d'Europe 1983 à Nantes, France